# Notioscopus
Notioscopus is een geslacht van spinnen uit de familie hangmatspinnen (Linyphiidae).

## Soorten
De volgende soorten zijn bij het geslacht ingedeeld:
- Notioscopus australis Simon, 1894
- Notioscopus sarcinatus (O. P.-Cambridge, 1872)
- Notioscopus sibiricus Tanasevitch, 2007